# Крумово-Градиште
Крумово-Градиште (болг. Крумово градище) — село в Бургасской области Болгарии. Входит в состав общины Карнобат. Находится примерно в 6 км к юго-западу от центра города Карнобат и примерно в 46 км к западу от центра города Бургас. По данным переписи населения 2011 года, в селе  проживало 370 человек.

## Население
| Год     | 1934 | 1946 | 1956 | 1965 | 1975 | 1985 | 1992 | 2001 | 2011 |
| ------- | ---- | ---- | ---- | ---- | ---- | ---- | ---- | ---- | ---- |
| Жителей | 1192 | 1377 | 1284 | 1214 | 1005 | 827  | 794  | 615  | 370  |

| Национальность | Человек | Процент |
| -------------- | ------- | ------- |
| болгары        | 322     | 87,26%  |
| цыгане         | 42      | 11,38%  |
| Всего ответов  | 369     |         |

|  |